# Élection présidentielle française de 2007 dans la Somme
 (mars 2025).
L'élection présidentielle française de 2007 s'est déroulée les 22 avril et 6 mai 2007.

## Résultats

### Analyse
Une fois de plus après 2002, la droite rafle la majorité des voix. En effet, Nicolas Sarkozy a été placé en tête au premier et deuxième tour. La candidate socialiste arrive en tête dans quatre cantons seulement.
Contrairement au niveau national, François Bayrou ne suit pas dans le classement, remplacé par Jean-Marie Le Pen. Du côté des chasseurs, CPNT s'effondre par rapport à 2002 où Jean Saint-Josse avait récolté 12,1 %. Frédéric Nihous n'a obtenu un score à deux chiffres que dans le canton de Saint-Valery-sur-Somme (12,3 %).
À gauche de l'échiquier, le PCF s'effondre totalement, n'ayant recueilli que 2,3 %. Les conflits internes entre les partisans de Maxime Gremetz (Communistes en Somme) et les fidèles à la ligne nationale n'y sont certainement pas étrangers. De plus, le rassemblement anti-libéral puis son explosion n'auront vraiment pas fait recette. Même effondrement pour Arlette Laguiller qui ne réalise que 2,5 % face aux 8 % de 2002. Seul Olivier Besancenot réalise un assez bon score bénéficiant des voix traditionnellement communistes (sauf dans le Vimeu où le PCF résiste un peu). Enfin le vote écologiste baisse aussi passant de 3,6 % à 1,1 %, cette fois-ci ce n'est pas CPNT qui en aura profité.
L'abstention était de 14,69 % au premier tour, puis de 14,90 % au second tour.

### Résultats au niveau départemental
| Candidats      | Candidats            | Étiquette      | Premier tour | Premier tour | Second tour | Second tour |
| Candidats      | Candidats            | Étiquette      | Voix         | %            | Voix        | %           |
| -------------- | -------------------- | -------------- | ------------ | ------------ | ----------- | ----------- |
|                | Nicolas Sarkozy      | UMP            | 94 514       | 27,73        | 168 317     | 50,46       |
|                | Ségolène Royal       | PS             | 84 835       | 24,89        | 165 280     | 49,54       |
|                | Jean-Marie Le Pen    | FN             | 48 958       | 14,36        |             |             |
|                | François Bayrou      | UDF            | 48 694       | 14,29        |             |             |
|                | Olivier Besancenot   | LCR            | 20 055       | 05,88        |             |             |
|                | Frédéric Nihous      | CPNT           | 11 418       | 03,35        |             |             |
|                | Arlette Laguiller    | LO             | 8 254        | 02,42        |             |             |
|                | Marie-George Buffet  | PCF            | 7 751        | 02,27        |             |             |
|                | Philippe de Villiers | MPF            | 7 445        | 02,18        |             |             |
|                | Dominique Voynet     | Les Verts      | 4 002        | 01,17        |             |             |
|                | José Bové            | DVÉ            | 3 551        | 01,04        |             |             |
|                | Gérard Schivardi     | PT             | 1 349        | 00,40        |             |             |
|                |                      |                |              |              |             |             |
| Inscrits       | Inscrits             | Inscrits       | 410 269      | 100,00       | 410 186     | 100,00      |
| Abstentions    | Abstentions          | Abstentions    | 64 372       | 15,69        | 61 120      | 14,90       |
| Votants        | Votants              | Votants        | 345 897      | 84,31        | 349 066     | 85,10       |
| Blancs et nuls | Blancs et nuls       | Blancs et nuls | 5 071        | 01,47        | 15 469      | 04,43       |
| Exprimés       | Exprimés             | Exprimés       | 340 826      | 82,84        | 333 597     | 80,67       |

## Résultats par canton

### Canton d'Abbeville-Nord
| Candidats | Candidats            | Étiquette | Premier tour | Premier tour | Second tour | Second tour |
| Candidats | Candidats            | Étiquette | Voix         | %            | Voix        | %           |
| --------- | -------------------- | --------- | ------------ | ------------ | ----------- | ----------- |
|           | Nicolas Sarkozy      | UMP       | 2 764        | 27,73        |             |             |
|           | Ségolène Royal       | PS        | 599          | 26,03        |             |             |
|           | Jean-Marie Le Pen    | FN        | 1 373        | 13,75        |             |             |
|           | François Bayrou      | UDF       | 1 358        | 13,60        |             |             |
|           | Olivier Besancenot   | LCR       | 578          | 05,79        |             |             |
|           | Frédéric Nihous      | CPNT      | 394          | 03,95        |             |             |
|           | Arlette Laguiller    | LO        | 265          | 02,65        |             |             |
|           | Marie-George Buffet  | PCF       | 205          | 02,27        |             |             |
|           | Philippe de Villiers | MPF       | 184          | 01,84        |             |             |
|           | José Bové            | DVÉ       | 117          | 01,17        |             |             |
|           | Dominique Voynet     | Les Verts | 102          | 01,02        |             |             |
|           | Gérard Schivardi     | PT        | 45           | 00,45        |             |             |

### Canton d'Abbeville-Sud
| Candidats | Candidats            | Étiquette | Premier tour | Premier tour | Second tour | Second tour |
| Candidats | Candidats            | Étiquette | Voix         | %            | Voix        | %           |
| --------- | -------------------- | --------- | ------------ | ------------ | ----------- | ----------- |
|           | Nicolas Sarkozy      | UMP       | 2 273        | 26,16        | 4 054       | 47,55       |
|           | Ségolène Royal       | PS        | 599          | 26,03        | 4 471       | 52,45       |
|           | Jean-Marie Le Pen    | FN        | 1 220        | 14,04        |             |             |
|           | François Bayrou      | UDF       | 1 093        | 12,58        |             |             |
|           | Olivier Besancenot   | LCR       | 590          | 06,79        |             |             |
|           | Frédéric Nihous      | CPNT      | 483          | 05,56        |             |             |
|           | Arlette Laguiller    | LO        | 207          | 02,38        |             |             |
|           | Marie-George Buffet  | PCF       | 193          | 02,22        |             |             |
|           | Philippe de Villiers | MPF       | 181          | 02,08        |             |             |
|           | Dominique Voynet     | Les Verts | 113          | 01,30        |             |             |
|           | José Bové            | DVÉ       | 90           | 01,04        |             |             |
|           | Gérard Schivardi     | PT        | 53           | 00,61        |             |             |

### Canton d'Acheux-en-Amiénois
| Candidats | Candidats            | Étiquette | Premier tour | Premier tour | Second tour | Second tour |
| Candidats | Candidats            | Étiquette | Voix         | %            | Voix        | %           |
| --------- | -------------------- | --------- | ------------ | ------------ | ----------- | ----------- |
|           | Nicolas Sarkozy      | UMP       | 1 385        | 32,32        | 2 417       | 57,92       |
|           | Ségolène Royal       | PS        | 852          | 19,88        | 1 756       | 42,08       |
|           | François Bayrou      | UDF       | 704          | 16,43        |             |             |
|           | Jean-Marie Le Pen    | FN        | 589          | 13,75        |             |             |
|           | Olivier Besancenot   | LCR       | 226          | 05,27        |             |             |
|           | Frédéric Nihous      | CPNT      | 140          | 03,27        |             |             |
|           | Philippe de Villiers | MPF       | 138          | 03,22        |             |             |
|           | Arlette Laguiller    | LO        | 87           | 02,03        |             |             |
|           | Dominique Voynet     | Les Verts | 60           | 01,40        |             |             |
|           | Marie-George Buffet  | PCF       | 50           | 01,17        |             |             |
|           | José Bové            | DVÉ       | 43           | 01,00        |             |             |
|           | Gérard Schivardi     | PT        | 11           | 00,26        |             |             |

### Canton d'Ailly-le-Haut-Clocher
| Candidats | Candidats            | Étiquette | Premier tour | Premier tour | Second tour | Second tour |
| Candidats | Candidats            | Étiquette | Voix         | %            | Voix        | %           |
| --------- | -------------------- | --------- | ------------ | ------------ | ----------- | ----------- |
|           | Nicolas Sarkozy      | UMP       | 1 490        | 29,32        | 2 686       | 54,12       |
|           | Ségolène Royal       | PS        | 1 211        | 19,88        | 2 277       | 23,83       |
|           | Jean-Marie Le Pen    | FN        | 843          | 16,59        |             |             |
|           | François Bayrou      | UDF       | 646          | 12,71        |             |             |
|           | Frédéric Nihous      | CPNT      | 244          | 04,80        |             |             |
|           | Olivier Besancenot   | LCR       | 233          | 04,59        |             |             |
|           | Arlette Laguiller    | LO        | 114          | 02,24        |             |             |
|           | Philippe de Villiers | MPF       | 113          | 02,22        |             |             |
|           | Marie-George Buffet  | PCF       | 83           | 01,63        |             |             |
|           | José Bové            | DVÉ       | 48           | 00,94        |             |             |
|           | Dominique Voynet     | Les Verts | 36           | 00,71        |             |             |
|           | Gérard Schivardi     | PT        | 20           | 00,39        |             |             |

### Canton d'Ailly-sur-Noye
| Candidats | Candidats            | Étiquette | Premier tour | Premier tour | Second tour | Second tour |
| Candidats | Candidats            | Étiquette | Voix         | %            | Voix        | %           |
| --------- | -------------------- | --------- | ------------ | ------------ | ----------- | ----------- |
|           | Nicolas Sarkozy      | UMP       | 1 640        | 32,53        | 2 783       | 56,42       |
|           | Ségolène Royal       | PS        | 1 066        | 21,14        | 2 150       | 43,58       |
|           | Jean-Marie Le Pen    | FN        | 757          | 15,01        |             |             |
|           | François Bayrou      | UDF       | 748          | 14,84        |             |             |
|           | Olivier Besancenot   | LCR       | 271          | 05,37        |             |             |
|           | Frédéric Nihous      | CPNT      | 132          | 02,62        |             |             |
|           | Philippe de Villiers | MPF       | 124          | 02,46        |             |             |
|           | Arlette Laguiller    | LO        | 109          | 02,16        |             |             |
|           | Dominique Voynet     | Les Verts | 68           | 01,35        |             |             |
|           | José Bové            | DVÉ       | 55           | 01,09        |             |             |
|           | Marie-George Buffet  | PCF       | 54           | 01,07        |             |             |
|           | Gérard Schivardi     | PT        | 18           | 00,36        |             |             |

### Canton d'Albert
| Candidats | Candidats            | Étiquette | Premier tour | Premier tour | Second tour | Second tour |
| Candidats | Candidats            | Étiquette | Voix         | %            | Voix        | %           |
| --------- | -------------------- | --------- | ------------ | ------------ | ----------- | ----------- |
|           | Ségolène Royal       | PS        | 2 780        | 25,22        | 5 628       | 52,30       |
|           | Nicolas Sarkozy      | UMP       | 2 651        | 24,05        | 5 134       | 47,70       |
|           | François Bayrou      | UDF       | 1 915        | 17,37        |             |             |
|           | Jean-Marie Le Pen    | FN        | 1 523        | 13,82        |             |             |
|           | Olivier Besancenot   | LCR       | 800          | 07,26        |             |             |
|           | Frédéric Nihous      | CPNT      | 338          | 03,07        |             |             |
|           | Arlette Laguiller    | LO        | 260          | 02,36        |             |             |
|           | Marie-George Buffet  | PCF       | 234          | 02,12        |             |             |
|           | Philippe de Villiers | MPF       | 231          | 02,10        |             |             |
|           | Dominique Voynet     | Les Verts | 128          | 01,16        |             |             |
|           | José Bové            | DVÉ       | 110          | 01,00        |             |             |
|           | Gérard Schivardi     | PT        | 54           | 00,49        |             |             |

### Canton d'Amiens-1
| Candidats | Candidats            | Étiquette | Premier tour | Premier tour | Second tour | Second tour |
| Candidats | Candidats            | Étiquette | Voix         | %            | Voix        | %           |
| --------- | -------------------- | --------- | ------------ | ------------ | ----------- | ----------- |
|           | Ségolène Royal       | PS        | 2 841        | 30,93        | 5 163       | 56,28       |
|           | Nicolas Sarkozy      | UMP       | 2 278        | 24,80        | 4 010       | 43,72       |
|           | François Bayrou      | UDF       | 1 308        | 14,24        |             |             |
|           | Jean-Marie Le Pen    | FN        | 1 235        | 13,45        |             |             |
|           | Olivier Besancenot   | LCR       | 542          | 05,90        |             |             |
|           | Arlette Laguiller    | LO        | 223          | 02,43        |             |             |
|           | Marie-George Buffet  | PCF       | 214          | 02,33        |             |             |
|           | Philippe de Villiers | MPF       | 169          | 01,84        |             |             |
|           | Dominique Voynet     | Les Verts | 127          | 01,38        |             |             |
|           | José Bové            | DVÉ       | 117          | 01,27        |             |             |
|           | Frédéric Nihous      | CPNT      | 109          | 01,19        |             |             |
|           | Gérard Schivardi     | PT        | 21           | 00,23        |             |             |

### Canton d'Amiens-2
| Candidats | Candidats            | Étiquette | Premier tour | Premier tour | Second tour | Second tour |
| Candidats | Candidats            | Étiquette | Voix         | %            | Voix        | %           |
| --------- | -------------------- | --------- | ------------ | ------------ | ----------- | ----------- |
|           | Ségolène Royal       | PS        | 1 853        | 30,74        | 3 334       | 56,19       |
|           | Nicolas Sarkozy      | UMP       | 1 401        | 23,25        | 2 599       | 43,81       |
|           | Jean-Marie Le Pen    | FN        | 853          | 14,15        |             |             |
|           | François Bayrou      | UDF       | 851          | 14,12        |             |             |
|           | Olivier Besancenot   | LCR       | 375          | 06,22        |             |             |
|           | Marie-George Buffet  | PCF       | 172          | 02,85        |             |             |
|           | Arlette Laguiller    | LO        | 138          | 02,29        |             |             |
|           | Frédéric Nihous      | CPNT      | 115          | 01,91        |             |             |
|           | Philippe de Villiers | MPF       | 98           | 01,63        |             |             |
|           | Dominique Voynet     | Les Verts | 83           | 01,38        |             |             |
|           | José Bové            | DVÉ       | 74           | 01,23        |             |             |
|           | Gérard Schivardi     | PT        | 14           | 00,23        |             |             |

### Canton d'Amiens-3
| Candidats | Candidats            | Étiquette | Premier tour | Premier tour | Second tour | Second tour |
| Candidats | Candidats            | Étiquette | Voix         | %            | Voix        | %           |
| --------- | -------------------- | --------- | ------------ | ------------ | ----------- | ----------- |
|           | Ségolène Royal       | PS        | 2 609        | 29,30        | 4 722       | 54,19       |
|           | Nicolas Sarkozy      | UMP       | 2 330        | 26,17        | 3 992       | 45,81       |
|           | François Bayrou      | UDF       | 1 487        | 16,70        |             |             |
|           | Jean-Marie Le Pen    | FN        | 1 049        | 11,78        |             |             |
|           | Olivier Besancenot   | LCR       | 553          | 06,21        |             |             |
|           | Marie-George Buffet  | PCF       | 199          | 02,23        |             |             |
|           | Arlette Laguiller    | LO        | 175          | 01,97        |             |             |
|           | Dominique Voynet     | Les Verts | 153          | 01,72        |             |             |
|           | Philippe de Villiers | MPF       | 130          | 01,46        |             |             |
|           | José Bové            | DVÉ       | 125          | 01,40        |             |             |
|           | Frédéric Nihous      | CPNT      | 66           | 00,74        |             |             |
|           | Gérard Schivardi     | PT        | 29           | 00,33        |             |             |

### Canton d'Amiens-4
| Candidats | Candidats            | Étiquette | Premier tour | Premier tour | Second tour | Second tour |
| Candidats | Candidats            | Étiquette | Voix         | %            | Voix        | %           |
| --------- | -------------------- | --------- | ------------ | ------------ | ----------- | ----------- |
|           | Ségolène Royal       | PS        | 4 295        | 31,74        | 7 967       | 60,04       |
|           | Nicolas Sarkozy      | UMP       | 3 078        | 22,75        | 5 302       | 39,96       |
|           | François Bayrou      | UDF       | 2 070        | 15,30        |             |             |
|           | Jean-Marie Le Pen    | FN        | 1 392        | 10,29        |             |             |
|           | Olivier Besancenot   | LCR       | 945          | 06,98        |             |             |
|           | Marie-George Buffet  | PCF       | 595          | 04,40        |             |             |
|           | Arlette Laguiller    | LO        | 283          | 02,09        |             |             |
|           | Philippe de Villiers | MPF       | 237          | 01,75        |             |             |
|           | Dominique Voynet     | Les Verts | 213          | 01,57        |             |             |
|           | José Bové            | DVÉ       | 189          | 01,40        |             |             |
|           | Frédéric Nihous      | CPNT      | 185          | 01,37        |             |             |
|           | Gérard Schivardi     | PT        | 50           | 00,37        |             |             |

### Canton d'Ault
| Candidats | Candidats            | Étiquette | Premier tour | Premier tour | Second tour | Second tour |
| Candidats | Candidats            | Étiquette | Voix         | %            | Voix        | %           |
| --------- | -------------------- | --------- | ------------ | ------------ | ----------- | ----------- |
|           | Nicolas Sarkozy      | UMP       | 1 767        | 24,41        | 3 412       | 48,32       |
|           | Ségolène Royal       | PS        | 1 563        | 21,59        | 3 651       | 51,68       |
|           | Jean-Marie Le Pen    | FN        | 1 022        | 14,12        |             |             |
|           | François Bayrou      | UDF       | 873          | 12,06        |             |             |
|           | Olivier Besancenot   | LCR       | 499          | 06,89        |             |             |
|           | Marie-George Buffet  | PCF       | 488          | 06,74        |             |             |
|           | Frédéric Nihous      | CPNT      | 459          | 06,34        |             |             |
|           | Arlette Laguiller    | LO        | 200          | 02,76        |             |             |
|           | Philippe de Villiers | MPF       | 176          | 02,43        |             |             |
|           | Dominique Voynet     | Les Verts | 73           | 01,01        |             |             |
|           | José Bové            | DVÉ       | 69           | 00,95        |             |             |
|           | Gérard Schivardi     | PT        | 50           | 00,69        |             |             |

### Canton de Friville-Escarbotin
| Candidats | Candidats            | Étiquette | Premier tour | Premier tour | Second tour | Second tour |
| Candidats | Candidats            | Étiquette | Voix         | %            | Voix        | %           |
| --------- | -------------------- | --------- | ------------ | ------------ | ----------- | ----------- |
|           | Ségolène Royal       | PS        | 2 258        | 28,04        | 4 748       | 60,81       |
|           | Nicolas Sarkozy      | UMP       | 1 553        | 19,28        | 3 060       | 39,19       |
|           | Jean-Marie Le Pen    | FN        | 1 063        | 13,20        |             |             |
|           | François Bayrou      | UDF       | 792          | 09,83        |             |             |
|           | Marie-George Buffet  | PCF       | 633          | 07,86        |             |             |
|           | Olivier Besancenot   | LCR       | 624          | 07,75        |             |             |
|           | Frédéric Nihous      | CPNT      | 522          | 06,48        |             |             |
|           | Arlette Laguiller    | LO        | 260          | 03,23        |             |             |
|           | Philippe de Villiers | MPF       | 162          | 02,01        |             |             |
|           | José Bové            | DVÉ       | 96           | 01,19        |             |             |
|           | Dominique Voynet     | Les Verts | 64           | 00,79        |             |             |
|           | Gérard Schivardi     | PT        | 26           | 00,32        |             |             |

### Canton de Gamaches
| Candidats | Candidats            | Étiquette | Premier tour | Premier tour | Second tour | Second tour |
| Candidats | Candidats            | Étiquette | Voix         | %            | Voix        | %           |
| --------- | -------------------- | --------- | ------------ | ------------ | ----------- | ----------- |
|           | Nicolas Sarkozy      | UMP       | 2 155        | 24,45        | 3 896       | 47,02       |
|           | Ségolène Royal       | PS        | 2 104        | 24,58        | 4 390       | 52,98       |
|           | Jean-Marie Le Pen    | FN        | 1 243        | 14,68        |             |             |
|           | François Bayrou      | UDF       | 976          | 11,53        |             |             |
|           | Olivier Besancenot   | LCR       | 658          | 07,77        |             |             |
|           | Frédéric Nihous      | CPNT      | 404          | 04,77        |             |             |
|           | Marie-George Buffet  | PCF       | 286          | 03,38        |             |             |
|           | Arlette Laguiller    | LO        | 270          | 03,19        |             |             |
|           | Philippe de Villiers | MPF       | 176          | 02,08        |             |             |
|           | Dominique Voynet     | Les Verts | 86           | 01,02        |             |             |
|           | José Bové            | DVÉ       | 82           | 00,97        |             |             |
|           | Gérard Schivardi     | PT        | 26           | 00,31        |             |             |

## Sources
1. ↑  Résultats départementaux de la Somme, Présidentielle 2007